# Zygia selloi
Zygia selloi är en ärtväxtart som först beskrevs av George Bentham, och fick sitt nu gällande namn av Maria de Lourdes Rico. Zygia selloi ingår i släktet Zygia och familjen ärtväxter. Inga underarter finns listade i Catalogue of Life.